# A Division 1925/1926
Pátý ročník Irish League (1. irské fotbalové ligy) se konal od 29. srpna 1925 do 3. ledna 1926.
Soutěže se zúčastnilo opět 10 klubů. Titul získal podruhé za sebou a podruhé ve své klubové historii Shelbourne FC, který získal o tři body více něž Shamrock Rovers FC. Nejlepším střelcem byl opět hráč Shamrock Rovers FC Billy Farrell, který vstřelil 24 branek.